# 永和永平國小站
永和(永平國小)站位於臺灣新北市永和區西部，是臺北捷運萬大線（興建中）的捷運車站。

## 車站概要
設於新北市永平國小正門前上，與學校共構，未來成為節能環保的活教材及天然教室，位於龜崙蘭溪洲之下溪洲，車站編號為LG05。

## 車站構造
地下三層車站，島式月台一座，兩處出入口。

### 車站樓層
| 地面      | 出入口             | 出入口                                  |
| 地下 一樓 | 穿堂夾層           |                                         |
| 地下 二樓 | 大廳層             | 車站大廳、詢問處、自動售票機、驗票閘門  |
| 地下 二樓 | 大廳層             |                                         |
| 地下 二樓 | 大廳層             | 洗手間                                  |
| 地下 三樓 | 一月台             | ← 萬大樹林線 往中正紀念堂方向（加蚋站） |
| 地下 三樓 | 島式月台，左側開門 |                                         |
| 地下 三樓 | 二月台             | 萬大樹林線 往莒光／迴龍方向（中和站） → |

### 車站出口
| 出入口                      | 圖片 | 位置 |
| --------------------------- | ---- | ---- |
| 出入口1                     |      |      |
| 出入口2                     |      |      |
| 註： 設有電梯 \| 設有手扶梯 |      |      |

## 歷史
- 2012年4月6日：永和區公所召開車站命名會議，會議結論以宗教博物館站、仁愛公園站、永平國小站為建議名稱，並提報捷運工程局評審小組審議。
- 2015年12月28日：站體動工。
- 2017年7月11日，車站命名為永和站。
- 2020年9月3日: 台北市捷運工程局日前接獲地方、新北市捷運局提出LG05「永和站」及LG07「雙和醫院站」的更名申請，依「台北市台北都會區大眾捷運系統捷運車站命名更名或車站站名加註名稱作業要點」完成更名作業，原永和站、雙和醫院站核定更名為「永和(永平國小)站」及「連城錦和站」。 [3]。

## 車站周邊
- 新北市永和區永平國民小學
- 新北市立永平高級中學
- 仁愛公園
- 比漾廣場
- 世界宗教博物館
- 樂華觀光夜市
- 水源公園
- 永和保福宮
- 永和福和宮
- 台北富邦銀行
- 玉山銀行
- 陽信銀行
- 國泰世華銀行
- 中信銀行
- 福和市場
- 喜樂時代影城永和店 （页面存档备份，存于）

## 外部連結
- 臺北大眾捷運股份有限公司 （页面存档备份，存于）
- 臺北市政府捷運工程局 （页面存档备份，存于）